# Дудник Микола Леонідович
Микола Леонідович Дудник (нар. 18 липня 1945, село Шийківка, тепер Борівського району Харківської області) — український радянський діяч, тракторист радгоспу «Пролетар Харківщини» Золочівського району Харківської області. Депутат Верховної Ради УРСР 11-го скликання.

## Біографія
Освіта середня.
З 1963 року — моторист-електрик радгоспу «ХХ років Жовтня» Борівського району Харківської області.
З 1964 року — тракторист радгоспу «Пролетар Харківщини» селища Пролетар Золочівського району Харківської області. Служив у Радянській армії.
Потім — на пенсії в селищі Пролетар (тепер — Малі Феськи) Золочівського району Харківської області.

## Нагороди
- ордени
- медалі